# Medaille van Genade
Medailles van Genade waren gouden medailles die ter gelegenheid van een kroning of ambtsaanvaarding werden geslagen.
Dergelijke medailles werden soms voorzien van een aangesoldeerd of meegeslagen oog aan een gouden ketting uitgereikt. Soms werden zij als legpenning in een niet draagbare uitvoering ten geschenke gegeven als een souvenir. De trotse dragers versierden hun medailles en de keten soms met parels en edelstenen. Ook werd soms een deel van de medaille geëmailleerd. De medailles zijn soms omlijst met min of meer kostbaar versierde monturen van goud en emaille.
Dergelijke medailles kwamen in de middeleeuwen en in de periode van de barok en het absolutisme overal in Europa voor.

## Oostenrijk
De Oostenrijkse heersers verleenden sinds het midden van de 16e eeuw "medailles van Genade", in het Duits "Gnadenpfennig" of "Gnadenmedaille" genoemd aan verdienstelijke onderdanen. Na de troonsafstand van Karel V beschikten zij niet over een eigen ridderorde omdat de soevereiniteit over de Orde van het Gulden Vlies samen met de Nederlanden aan de Spaanse tak van het Huis was toegevallen. Het Gulden Vlies werd niet voor verdiensten toegekend maar de Oostenrijkse heerser droeg geregeld kandidaten voor. Deze werden dan door zijn Spaanse verwant benoemden door de Oostenrijkse vorst geïnstalleerd.
Voor de in Frankfurt plaatsvindende kroning tot keizer van het Heilige Roomse Rijk, de in Ofen plaatsvindende kroning tot apostolisch koning van Hongarije en de in Praag plaatsvindende kroning tot koning van Bohemen werden Medailles met het Allerhoogste Regeringsmotto geslagen. Ook tijdens de regering werden deze gouden en zilveren medailles aan een keten of lint uitgereikt. Er waren ook niet draagbare medailles met het Allerhoogste Regeringsmotto.
Het Duitse keizerrijk waarvan de Habsburgers steeds weer als keizer werden gekozen kende lange tijd geen ridderorde.
Zo bleef alleen de mogelijkheid van een medaille. Het begrip "genade" betekende in de in die tijd "hulde".
Alle latere Oostenrijkse medailles van verdienste en de orden van verdienste stammen af van deze Medailles van Genade. De oudste medailles waren, tot in de regering van Maria Theresia van Oostenrijk, ovaal. In 1764 stelde keizer Jozef II een ronde "Medaille Virtute et Exemplo" in. In 1794 volgde de "Tapferkeitsmedaille". Uit die laatste medaille is de Medaille voor Dapperheid ontstaan die van 1794 tot 1916 aan onderofficieren en manschappen, van 1916 tot 1918 ook aan officieren werd uitgereikt.
Ook de 1n 1804 ingestelde en in 1918 herstelde Meritismedaille behoort gezien de oorsprong tot de Oostenrijkse medailles van Genade.
Het goud van de medailles werd in 1850 gebruikt om de kruisen van de Frans Jozef-orde te kunnen smeden.